# Gustav von Manstein

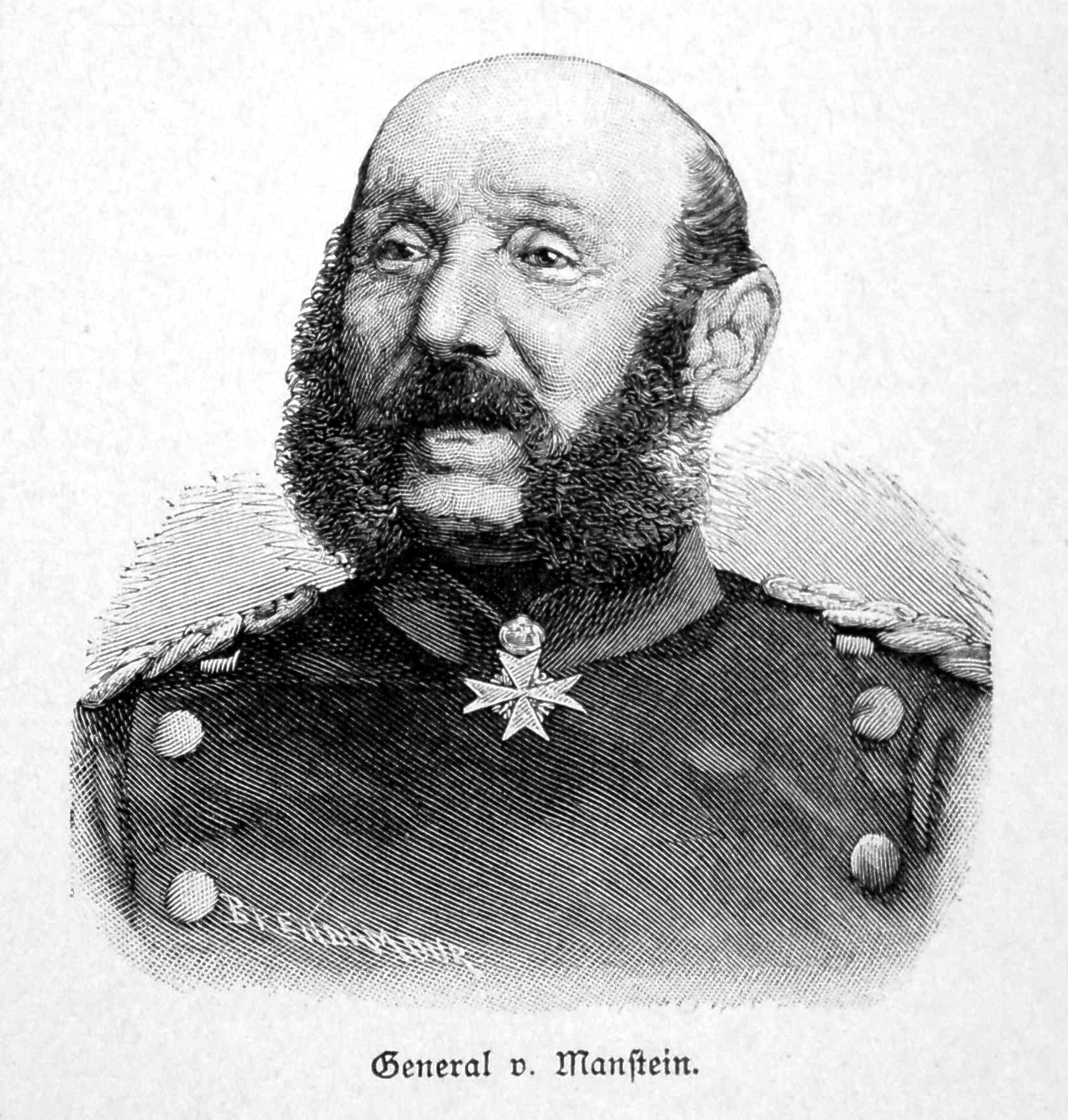
General von Manstein

Albert Ehrenreich Gustav von Manstein (* 24. August 1805 in Willkischken; † 11. Mai 1877 in Flensburg) war ein preußischer General der Infanterie.

## Leben

### Herkunft
Gustav war der Sohn von Albrecht Ernst von Manstein (1776–1812) und dessen Ehefrau Karoline Ernestine, geborene von Ciesielsky (1778–1848). Sein Vater fiel als Major im 2. Westpreußischen Dragonerregiment und Ritter des Pour le Mérite im Gefecht bei Piktupönen.

### Militärkarriere

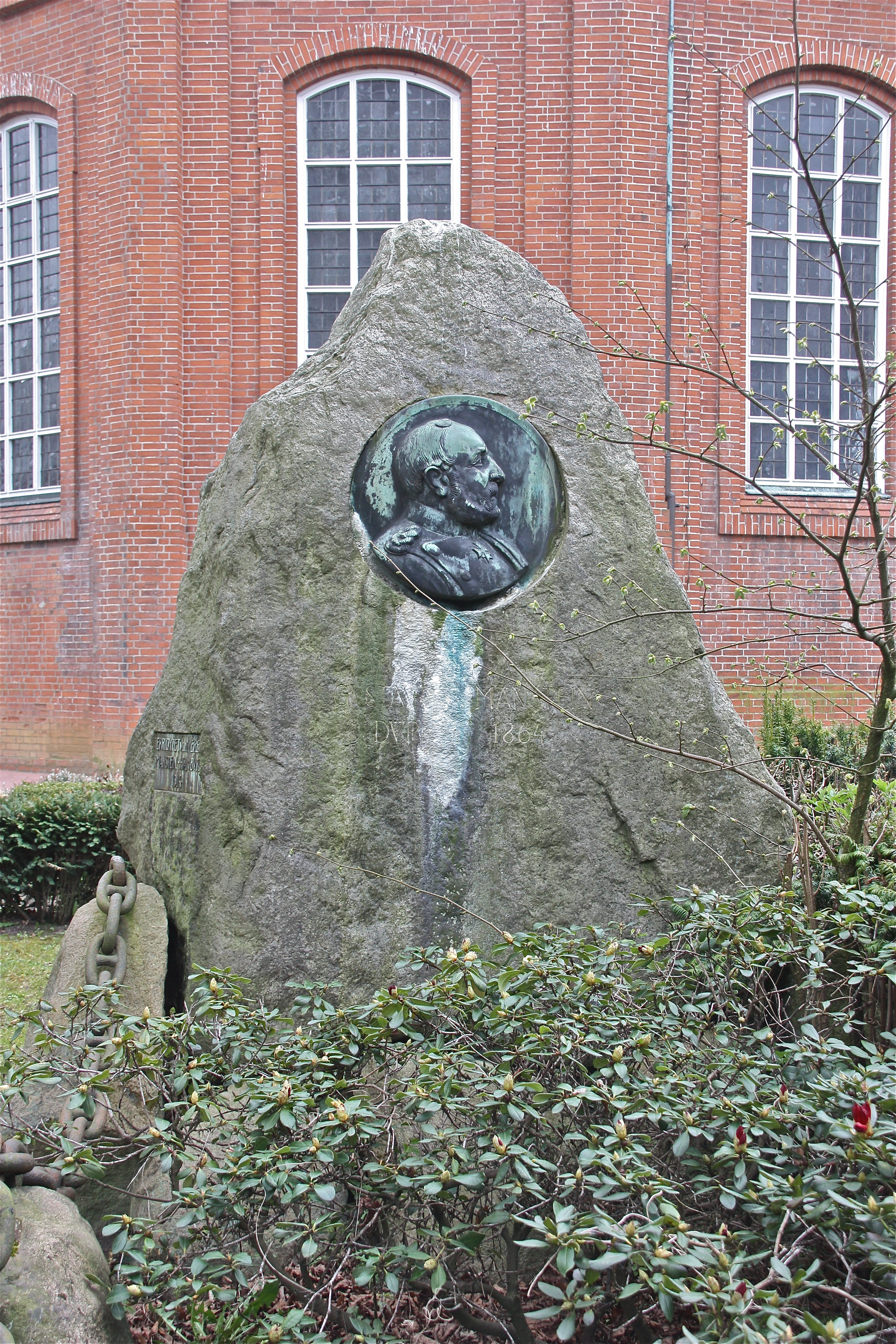
Grab von Mansteins, Friedhof Billwerder

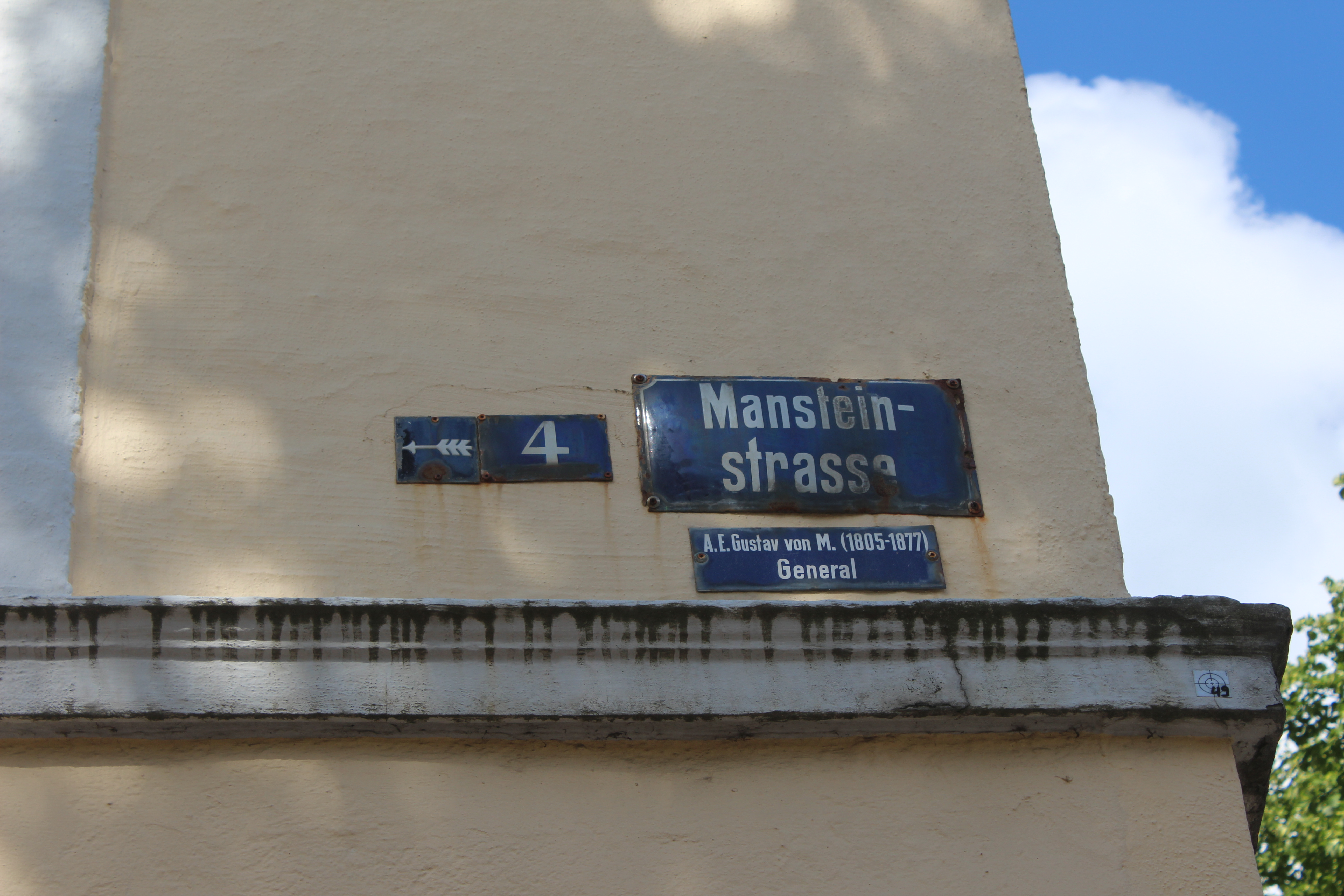
Mansteinstraße, Hamburg

Manstein besuchte in seiner Jugend die Kadettenhäuser in Kulm und Berlin. Anschließend trat er am 20. September 1822 als Portepeefähnrich in das 3. Infanterieregiment der preußischen Armee ein. Im Jahr darauf folgte seine Beförderung zum Sekondeleutnant. Ab 1835 war Manstein dann als Premierleutnant zunächst Regimentsadjutant, ab 1839 Adjutant der 1. Landwehrbrigade und schließlich vom 15. Juni 1841 bis 21. März 1843 Adjutant beim Generalkommando des I. Armee-Korps. Bis 1863 avancierte er zum Generalleutnant und Kommandeur der 6. Division. Er führte im Deutsch-Dänischen Krieg 1864 seine Division beim Sturm auf die Düppeler Schanzen und beim Übergang nach Alsen. Für diese Leistungen wurde Manstein am 21. April 1864 der Orden Pour le Mérite sowie am 21. August 1864 das Ritterkreuz des Militär-Maria-Theresien-Ordens verliehen.
Im Deutschen Krieg 1866 führte er die Reserve der 1. Armee, mit der er am Ende der Schlacht von Königgrätz entscheidend eingreifen konnte. Für seine Militärverdienste erhielt er am 20. September 1866 das Eichenlaub zum Pour le Mérite. 1867 wurde er zum Kommandierenden General des IX. Armee-Korps ernannt, 1868 schließlich zum General der Infanterie.
Im Deutsch-Französischen Krieg 1870/71 führte er seine Truppen insbesondere bei Gravelotte, später an der Loire bei Orléans und Le Mans mit hervorragenden Ergebnissen. Für seine Verdienste in diesem Krieg erhielt er eine Dotation in Höhe von 100.000 Talern. Die Stadt Altona verlieh ihm 1872 die Ehrenbürgerrechte. Anlässlich seines fünfzigjährigen Dienstjubiläums verlieh ihm Wilhelm I. am 20. September 1872 das Großkreuz des Roten Adlerordens mit Eichenlaub und Schwertern am Ringe.
Am 29. Juli 1873 wurde Manstein unter Belassung in seiner Stellung als Chef des Infanterie-Regiments Nr. 84 und unter Verleihung des Schwarzen Adlerordens zur Disposition gestellt. Das Fort St. Quentin der Festung Metz wurde am 1. September 1873 nach ihm benannt.
Seinen Lebensabend verbrachte Manstein in Billwerder. Dort wurde er auf dem Friedhof der St.-Nicolai-Kirche begraben.
Im Hamburger Stadtteil Hoheluft-West wurde die Mansteinstraße im sogenannten Generalsviertel im Bezirk Eimsbüttel nach von Manstein benannt.

### Familie
Manstein hatte am 14. April 1834 in Königsberg Mathilde Sperber (1811–1877) geheiratet. Aus der Ehe gingen folgende Kinder hervor:
- Benno (1836–1870), gefallen als preußischer Hauptmann im 2. Hannoverschen Infanterie-Regiment Nr. 77 bei Spichern
- Elimar (1838–1882), preußischer Hauptmann a. D. ⚭ N.N.
- Wilhelm (* 1841), preußischer Hauptmann

⚭ 1871 Karoline Fiebinger (1851–1878)
⚭ Anna Schröder (* 1859), geschieden
⚭ 1888 Ida Heidrich (* 1863)
- Georg (1844–1913), preußischer Generalleutnant ⚭ Hedwig Bertha von Sperling (* 1852)

Manstein war der Adoptivgroßvater von Erich von Lewinski, genannt von Manstein, Generalfeldmarschall der Wehrmacht im Zweiten Weltkrieg.